# Domaszków (gromada)
Domaszków – dawna gromada, czyli najmniejsza jednostka podziału terytorialnego Polskiej Rzeczypospolitej Ludowej w latach 1954–1972.
Gromady, z gromadzkimi radami narodowymi (GRN) jako organami władzy najniższego stopnia na wsi, funkcjonowały od reformy reorganizującej administrację wiejską przeprowadzonej jesienią 1954 do momentu ich zniesienia z dniem 1 stycznia 1973, tym samym wypierając organizację gminną w latach 1954–1972.
Gromadę Domaszków z siedzibą GRN w Domaszkowie utworzono – jako jedną z 8759 gromad na obszarze Polski – w powiecie bystrzyckim w woj. wrocławskim, na mocy uchwały nr 11/54 WRN we Wrocławiu z dnia 2 października 1954. W skład jednostki weszły obszary dotychczasowych gromad Domaszków i Długopole Górne ze zniesionej gminy Domaszków oraz Jaworek ze zniesionej gminy Wilkanów w tymże powiecie. Dla gromady ustalono 26 członków gromadzkiej rady narodowej.
31 grudnia 1961 do gromady Domaszków włączono wieś Nowa Wieś ze zniesionej gromady Goworów w tymże powiecie.
1 stycznia 1972 do gromady Domaszków włączono obszar zniesionej gromady Wilkanów w tymże powiecie.
Gromada przetrwała do końca 1972 roku, czyli do kolejnej reformy gminnej. 1 stycznia 1973 w powiecie bystrzyckim reaktywowano gminę Domaszków (zniesiono ją ponownie 2 lipca 1976).